# Anton Alexandrowitsch Eichenwald
Anton Alexandrowitsch Eichenwald (russisch Антон Александрович Эйхенвальд; * 1. Maijul. / 13. Mai 1875greg. in Moskau; † 1952 in Leningrad) war ein russischer Komponist, Dirigent und Ethnograph.

## Leben
Eichenwalds Vater Alexander Fjodorowitsch Eichenwald war Fotograf mit einem Atelier in der Moskauer Petrowski-Passage, der die künstlerische Fotografie anstrebte. Die Mutter Ida Iwanowna Eichenwald geborene Papendick war Harfenistin und Professorin am Moskauer Konservatorium. Eichenwald besuchte das Gymnasium und studierte an der Moskauer Hochschule für Malerei, Bildhauerei und Architektur.
Seinen ersten Musikunterricht erhielt Eichenwald von seiner Mutter. Er studierte dann Harmonielehre bei Nikolai Semjonowitsch Klenowski, Kontrapunkt bei Sergei Iwanowitsch Tanejew und Instrumentation bei Nikolai Andrejewitsch Rimski-Korsakow. 1892 wurde er Lehrer in Klenowskis Musikklassen. 1893 wurde er Chormeister an der Kasaner Oper. Mit dem Orientalisten und Linguisten Nikolai Fjodorowitsch Katanow beteiligte er sich an ethnographischen Expeditionen. 1894–1895 war er Chormeister an der Oper in Saratow. Als Dirigent und Leiter einer Operntruppe war er in Nischni Nowgorod (1901–1903, 1910), Kasan (1907–1909), Tiflis (1910), Baku (1910, 1911), Saratow und anderen Orten. 1913 wurde sein Ballett Jolotschka oder der Winter in Odessa aufgeführt.
Ab 1917, dem Jahr der Februarrevolution und Oktoberrevolution, arbeitete Eichenwald in Krasnojarsk am Volkskonservatorium und Theater. 1922 wurde er wissenschaftlicher Mitarbeiter des Staatlichen Instituts für Volksmusik. Er gab dann Gastspiele als Opern- und Sinfoniekonzertdirigent in Frankreich und Belgien (1924–1926) und in der Schweiz (1927–1928). In Paris gab es 1925 die Premiere seiner Ballett-Pantomime Feuervogel.
Eichenwald lehrte an Musikhochschulen in Kasan, Tiflis, Charkow, Odessa, Perm, Saratow, Ufa, Kuibyschew, Aschgabat und anderen Orten. Seine Oper Die Steppe wurde 1928 in Samara aufgeführt. Er sammelte Beispiele der baschkirischen und tatarischen Musik und zeichnete mehr als 60 Volkslieder mit dem Phonographen auf. Anfang der 1930er Jahre berief ihn das Volkskommissariat für Bildung der Baschkirischen Autonomen Sozialistischen Sowjetrepublik nach Ufa. Dort war er an der Gründung der Baschkirischen Staatsoper beteiligt. 1931–1937 war er wissenschaftlicher Mitarbeiter des Turkmenischen Forschungsinstituts in Aschgabat. 1934 schuf er eine Kantate zum zehnjährigen Jubiläum der Turkmenischen Sozialistischen Sowjetrepublik. 1937 wurde er Leiter des Kasaner Kabinetts für Musikfolklore. Dann wurde er zum Volksfeind erklärt und verlor 1938 sein Amt.
Eichenwald schuf die Heldenoper Mergen (1940, Ufa, nach dem Libretto von Muchametscha Abdrachmanowitsch Burangulow) und die dramatische Oper Aschkadar (1944, Ufa). 1942 entstand seine musikalische Komödie Tabatschny Kapitan. 1944 wurde Eichenwald Vorsitzender der Kuibyschewer Abteilung der Union der Sowjetischen Komponisten der UdSSR. 1944 verfasste er die Kantate zum 25-jährigen Jubiläum der Baschkirischen Autonomen Sozialistischen Sowjetrepublik. 1944 wurde er als Verdienter Künstler und 1945 als Volkskünstler der Baschkirischen Autonomen Sozialistischen Sowjetrepublik geehrt. 1946 schuf er die Oper Sonnenstein nach einer Erzählung von Gabdulla Tukai. 1947 entstand sein Ballett Wssadniki. 1948–1949 war er Hauptdirigent des Kuibyschewer Opern- und Balletttheaters. 2003 wurde er rehabilitiert.
Eichenwald hatte drei Geschwister. Alexander war Physiker, Margarita war Sopranistin, und Nadeschda war Harfenistin und Sängerin.